# Dmitrij Vasil'evič Uchtomskij
Dmitrij Vasil'evič Uchtomskij in russo Дмитрий Васильевич Ухтомский? (Semjonovskoje, 1719 – Oblast' di Tula, 15 ottobre 1774) è stato un architetto russo durante il regno dell'Imperatrice Elisabetta.

## Biografia
Nato in un villaggio a nord di Jaroslavl', antico possedimento dei propri antenati, si trasferì a Mosca all'età di 12 anni e ivi si iscrisse alla Scuola dei Matematici e della Navigazione fino al 1733. Successivamente continuò a studiare architettura e trovò lavoro nello Studio di Ivan Mičurin ove rimase fino al 1741, lavorando nei due anni successivi per Ivan Korobov. Nel 1742 Korobov l candidatura di Uchtomskij per il suo primo titolo professionale. Nel 1744 quest'ultimo acquisì la piena licenza di architetto e il rango di capitano nella gerarchia statale.
Il primo successo pubblico di Uchtomskij fu la realizzazione del padiglione per l'incoronazione della Imperatrice Elisabetta nel 1742. Negli anni 1753-1757 costruì un arco trionfale che sarebbe rimasto integro fino al 1927. Sin dall'inizio della propria attività progettò numerosi edifici nel Distretto Basmannj tra i quali si può ricordare la ancora esistente Chiesa del Martire Nikita, in stile barocco.
La grande torre campanaria del Monastero della Trinità di San Sergio, alta 81 metri, fu uno dei tanti progetti cui Uchtomskij realizzò, prima insieme al proprio mentore Mičurin, e quindi da solo fino al 1760. L'odierno Kuzneckij Most, in italiano il Ponte del Fabbro, che coi suoi 120 metri attraversa il fiume Neglinnaja, lo ebbe tra i suoi realizzatori. Poche opere di Uchtomskij sono tuttavia pervenute fino ai giorni nostri: molti degli edifici da lui disegnati furono infatti distrutti da incendi accidentali e in seguito demoliti.
Per la prima volta nella storia di Mosca, Uchtomskij realizzò piani per la ricostruzione e la sistemazione organica delle aree distrutte agli incendi del 1748 e 1752, supervisionando inoltre il restauro del Cremlino. Educò e influenzò Matvej Kazakov, Ivan Starov, Aleksander Kokorinov e altri famosi progettisti che si formarono alla scuola di architettura fondata a Mosca.
Nel 1760 fu accusato di frode e si dimise dalle proprie cariche, dismettendo i lavori di cui si stava occupando; la sua scuola fu chiusa nel 1764. Nel 1767 lasciò per sempre Mosca: nonostante nel 1770 il Tribunale lo avesse pienamente riabilitato non tornò mai a costruire né ad insegnare.